# Lietuvos liaudies partija
Lietuvos liaudies partija (svenska: Litauens folkparti) är ett litauiskt politiskt parti. Partiet grundades den 5 december 2009 men registrerades inte hos justitiedepartementet förrän den 20 april 2010. Partiledare är sedan partiet startades Kazimira Prunskienė, Litauens första premiärminister (1990-1991).